# Mr. Young
Mr. Young es una serie de televisión de Canadá que se estrenó el 1 de marzo de 2011 por YTV. La serie era grabada en Vancouver, Canadá.
La serie fue creada por Dan Signer, también creador de la serie de Disney Channel A.N.T. Farm. Se estrenó el 23 de octubre de 2011 por Disney Channel en Estados Unidos, el 26 de septiembre de 2011 por Disney XD también en Estados Unidos, en Latinoamérica por Cartoon Network el 30 de abril de 2012.

## Argumento
Mr. Young se centra en un adolescente llamado Adam Young de 14 años, este niño se graduó de la universidad a muy temprana edad por su impresionante intelecto. Este rechaza muchas oportunidades, como la NASA, para empezar a trabajar en la preparatoria "Finnegan" para saber qué se siente estar allí, ya que él no pudo. Allí Adam aceptará el empleo de maestro de Ciencias, y vivirá inolvidables aventuras con su mejor amigo Derby, su hermana Ivy, su amor platónico Echo y el bravucón Slab.

## Producción
La serie es creada por el productor ejecutivo, Dan Signer. La serie es filmada en el sur de Vancouver, Canadá.
La serie comenzó a grabarse el jueves 30 de septiembre de 2010 y la producción de la primera temporada terminó el viernes 15 de abril de 2011. A través de Facebook, YTV anunció que Mr. Young fue el programa número 1 del canal y el 29 de abril de 2011 fue renovada para una segunda temporada. El rodaje de la temporada 2 comenzó a principios de julio de 2011 y continuó hasta enero de 2012.

## Temporadas

### Temporada 1
La serie comenzó a grabar el jueves, 30 de septiembre de 2010 y la producción de la temporada 1 se terminó el viernes, 15 de abril de 2011. La mayoría de los episodios de Mr.Young en la temporada 1, se trata de Adam Young tratando de impresionar a Echo con la ayuda de Derby, en episodios como el "Mr. Ballerina", "Mr. Big Brother" y el "Mr. Meteor". Hay algunos momentos románticos con Adam y Echo, como se muestra en episodios como "Mr. Picture Day", "Mr. Detention" y "Mr. DNA". Los estudiantes como Derby y Slab a veces quieren salir con Adam o tratan de hacer que los aprecien como en los episodios "Mr. Elderman" y "Mr. Space". Adam e Ivy en realidad no se llevan bien en el primer episodio. "Mr. Space" es el primer episodio de una 1 hora de duración especial de Mr. Young. "Mr. Mummy" salió al aire en Estados Unidos junto con la serie de Disney XD, Kickin' It antes de que se emitiera en Canadá.

### Temporada 2
El 29 de abril de, la serie fue renovada para una segunda temporada. Las grabaciones de la temporada 2 comenzaron en julio de 2012 y continuó hasta enero de.
YTV anunció que la serie ha sido renovada para otra temporada. También anunció que la producción comenzará en julio de con un total de 26 nuevos episodios, con lo que el número total de episodios a 52. La serie se estrenó el 1 de marzo de 2011 y se ha convertido rápidamente en una de las series más valorados de Internet. Mr. Young es protagonizado por Brendan Meyer como Adam Young, un genio niño prodigio convertido en adolescente que entró a la universidad a la edad de los 9 años. Ahora, a la edad de 14 años, se dirige de regreso a la escuela secundaria como un maestro. Teniendo la misma edad que sus alumnos, Adam se encuentra atrapado entre dos mundos para hacer frente a sus compañeros de trabajo, que resultan ser el doble de su edad.
Mr. Young estrena nuevos episodios todos los jueves a las 6:30 p. m. por YTV.

### Temporada 3
En abril de 2012, YTV y Disney XD renovó Mr. Young para una tercera temporada. La producción de la temporada 3 comenzó el 10 de mayo de 2013  y termina el 2 de noviembre del mismo año.

## Personajes

### Elenco principal
- Brendan Meyer es Adam Young un genio de 14 años que es maestro de Ciencia en la Finnegan High School. Sus mejores amigos son Derby y Echo. Él es el hermano menor de Ivy, pero ella no le gusta decirlo, ya que siempre trata de ocultarlo en el auto. Él hace que sea muy obvio que está enamorado de Echo, a pesar de que ella no se da cuenta de todo lo que hace para llamar su atención. Adam es mucho más inteligente que casi cualquier adulto en la serie.

Al final de la película "Mr. First Impression", Echo se le declara a Adam y comienzan a salir, pero en Mr. Memory, Adam inventa una máquina para borrar la memoria de Derby, pero Preston Pickles (el vendedor de productos en televisión) accidentalmente le borra la memoria a Echo. Intentando hacer que Echo recuerde la relación, Adam le pide a Derby que le diga la verdad, pero termina por decirle una mentira a Echo y la verdad al Director, por lo que este se ve forzado a cambiarla de maestro de ciencias. Después de varios esfuerzos por intentar recuperar la memoria de Echo y de todas las personas en la escuela (Mr. Kidd cambió los recuerdos que todos tenían de Adam por los suyos), logra recuperar la memoria de su novia con un beso.
- Matreya Fedor es Echo Zizzleswift estudiante en la Escuela Secundaria Finnegan. Ella está en la clase del Mr. Young y también con el amigo de Adam, Derby. Aunque ella no suele entender la clases de Adam, es mucho más inteligente que Derby, Slab, Ivy y el director Tater. También está enamorada de Adam, pero él no se da cuenta de todas las cosas que haga para llamar su atención. Echo también se preocupa profundamente por el medio ambiente y otras personas.

Al final de la película "Mr. First Impression", Echo se le declara a Adam y comienzan a salir, pero en Mr. Memory, Adam inventa una máquina para borrar la memoria de Derby, pero Preston Pickles, accidentalmente le borra la memoria a Echo. Tras que Adam intentara recordarle la relación, el director Tater descubre todo y se ve forzado a cambiar a la estudiante con un nuevo profesor de ciencias, más joven que Adam y del cual se enamora a primera vista. 
- Gig Morton[6] es Derby Von Derbotsford un estudiante de la Escuela Secundaria Finnegan. Es el mejor amigo de Adam. Él es un tonto adorable con buenas intenciones. Pero también puede ser egoísta cuando se trata de dinero. Él se siente atraído por Ivy, pero siempre es rechazado e ignorado. Él también tiene una tendencia a usar vestidos de niñas y le encantan las bromas.

- Kurt Ostlund[7] es Jordan 'Slab' Slabinski estudiante de la Escuela Secundaria Finnegan. Es el bravucon de la secundaria aunque tiene un lado suave también. Por ejemplo, hace ballet, mira a las estrellas, etc. A pesar de que hace bromas a personas inocentes, dice que lo hace para ocultar sus sentimientos. Él y el director Tater tienen una larga amistad de odio entre sí. A pesar de que a menudo pone a Derby en botes de basura, de vez en cuando lo ayuda a salir. Slab no es muy inteligente que digamos, pero aun así logra notar que Adam a veces siente algo por Echo, o al menos que ellos dos no tienen nada; a pesar de todo, Slab y Derby creen que los constantes halagos de Adam son para cualquiera de ellos dos y no para Echo. En la segunda temporada se revela que tiene miedo a la leche y por consecuencia todos sus derivados. Es similar a Buford de Phineas & Ferb, donde a pesar de ser un niño malo, tiene sentimientos por otras personas.

- Emily Tennant[8] es Ivy Young es la hermana mayor de Adam y a pesar de ello, no es tan inteligente como él, cosa que se demuestra en varios capítulos. A ella le encanta ir de compras y dar órdenes a Adam, tanto así, que no le gusta que los miren juntos en público. Aunque en el fondo realmente le importa. Ella está enamorada de Hutch Anderson. En un capítulo se demostró que ella es tan tonta como Derby, Slab y el director Tater, como todos ellos fueron hipnotizados sin querer por Adam. En uno de los episodios recientes, Ivy se da cuenta de que al único chico de la escuela al que no ha rechazado de una relación amorosa (exceptuando su propio hermano) es Slab, por lo que intenta seducirlo para que la acepte como pareja y ella lo rechace, pero al final del episodio Ivy se rinde de sus intentos y ambos se besan.

- Milo Shandel[9] es el Director Tater el director de la Escuela Secundaria Finnegan. Con una actitud estirada (muy parecida la del Director Skinner de Los Simpson), siempre es el blanco de las bromas de Derby o diversos accidentes. Él perdió su cabello debido a la madre de Slab puso pegamento al traje de su mascota cuando era un estudiante. Aunque parece es mucho más inteligente que Derby, Slab e Ivy, en un capítulo se demostró que es tan tonto como ellos, como todos ellos fueron hipnotizados sin querer por Adam. En el episodio "Mr. Kidd", Tater tiene los recuerdos de Adam cambiados por los del nuevo maestro, por lo que Tater cree que Mr. Kidd es el mejor maestro que ha tenido, e incluso permite que sean novios con Echo. En este mismo episodio se rumorea que Tater puede ser el padre de Ivy y Adam, ya que el chiste recurrente consistía en ellos dos perdiendo cabello, sobre todo Ivy tras ver un video de su madre y el director besándose en una película vieja.

- Raugi Yu es Dang es de Vietnam, es el conserje de la secundaria, experto en artes marciales. Dang dice tener un hermano gemelo (en realidad era Echo disfrazada de Dang), al cual detesta porque se casó con un loro llamado Shirley, pero después lo perdonó al ver a la mamá de Slab. Ding aparece en "Mr. Space" cuando Tater busca un taxi y de inmediato aparece Ding detrás de él, cuando va a pagarle, este le recrimina por no darle propina, porque está esperando gemelos (sacando dos huevos de pato). Dang siempre aparece de la nada cuando alguien lo menciona, y esto se debe a que en el episodio del gas de la verdad él dice: "yo estoy en todas partes y en ninguna, pero sobre todo en todas". En otro episodio, Adam inventa una máquina para ralentizar el tiempo, pero por culpa de Derby ambos se quedan atrapados en tiempo acelerado. Mientras Adam intenta averiguar la forma de regresar a la normalidad, Derbi descubre el secreto de Dang al verlo moverse normalmente en tiempo acelerado: él no aparece de la nada como si se teletransportara, solo se mueve a una velocidad extremadamente alta.  Él tiene un sombrero de vaquero con una pluma al que llama "sombrero elegante". Casi nunca sale de la escuela porque cree que saldrán simios a robar su "sombrero elegante", cosa que se demostró ser cierto en el Sr. Cocodrilo, cuando un simio le robo a Dang su sombrero si darse cuenta.

- Paula Shaw es Ms. Byrne es la maestra de historia, es malvada, muy olvidadiza, pero sobre todo muy vieja, ya que al menos estaba viva en 1885 cuando Adam quería saber qué sucedió en el '85. A veces se le muestra durmiendo en su clase, pero cuando la despiertan siempre pregunta si alguien sabe quién sabe acerca de la guerra de 1812, a lo que todos los estudiantes responden levantando la mano, incluso un perro. Adam en un episodio se hizo pasar por un alumno durante una semana y terminó en la clase de historia, cuando Byrne hace su típica pregunta, Adam es el único que no levanta el brazo, ya que incluso le parece interesante el tema. Según sus propias palabras, su madre y su abuela aún viven, y tiene varios nietos casi igual de viejos que ella. En "Mr. College" es el único episodio donde enseña otra cosa que no sea la Guerra de 1812, cuando cree que Ivy es una bruja y enseña a sus estudiantes cómo identificar a una. Ella misma ha dicho que ha visto pasar al cometa Halley seis veces y tomando en cuenta esto tendría que haber nacido antes de 1607.

### Elenco recurrente
- Anna Galvin es Rachel Young es madre de Ivy y Adam.

- Brett Dier es Hutch Anderson es el enamorado de Ivy.

- Amit Josam es Fortran es el nerd de la secundaria y toca un violín.

## Doblaje
| Personaje             | Actor original (Canadá) | Actor de doblaje (Hispanoamérica) | Actor de doblaje (España) | Temporada |
| --------------------- | ----------------------- | --------------------------------- | ------------------------- | --------- |
| Adam Young            | Brendan Meyer           | Alejandro Orozco                  | Daniel Lema               | 1-3       |
| Echo Zizzleswift      | Matreya Fedor           | Fernanda Robles                   | Catherina Martínez        | 1-3       |
| Derby Von Derbotsford | Gig Morton              | Javier Olguín                     | Sergio Rodríguez-Guisán   | 1-3       |
| Director Tater        | Milo Shandel            | Armando Coria                     | Iñaki Baliño              | 1-3       |
| Jordan Slab Slabinski | Kurt Ostlund            | Héctor Emmanuel Gómez             | Julio Lorenzo             | 1-3       |
| Ivy Young             | Emily Tennant           | Karla Falcón                      | Antía Álvarez Jiménez     | 1-3       |
| Dang                  | Raugi Yu                | José Antonio Macías               | ¿?                        | 1-3       |
| Rachel Young          | Anna Galvin             | Laura Ayala                       | ¿?                        | 1-3       |
| Sra. Byrne            | Paula Shaw              | Magda Giner                       | ¿?                        | 1-3       |

## Distribución
El 7 de septiembre  Corus Entertainment Nelvana Enterprises y Thunderbird Films anunciaron que vendieron la serie a Disney XD en países como Estados Unidos, España, Portugal, Italia, Holanda, Australia y a Nueva Zelanda. También fue vendida a Disney Channel en Estados Unidos, su preestreno fue el 22 de octubre de y su estreno oficial el 23 de octubre de 2006.
El 27 de septiembre de , Nelvana Entertprises anunció que la serie fue vendida también a Cartoon Network Latinoamérica. Su debut oficial en ese canal fue el lunes 30 de abril .

## Episodios
| Temporada | Temporada | Episodios | Canadá                  | Canadá                  | USA                      | USA                   | Latinoamérica       | Latinoamérica           |
| Temporada | Temporada | Episodios | Comienzo                | Final                   | Comienzo                 | Final                 | Comienzo            | Final                   |
| --------- | --------- | --------- | ----------------------- | ----------------------- | ------------------------ | --------------------- | ------------------- | ----------------------- |
|           | 1         | 26        | 1 de marzo de 2011      | 19 de marzo de 2011     | 26 de septiembre de 2011 | 13 de febrero de 2012 | 30 de abril de 2012 | 31 de diciembre de 2012 |
|           | 2         | 26        | 13 de diciembre de 2011 | 09 de octubre de 2012   | 11 de junio de 2011      | 24 de febrero de 2012 | 29 de junio de 2012 | 14 de mayo de 2013      |
|           | 3         | 28        | 6 de noviembre de 2012  | 29 de noviembre de 2013 |                          |                       | 7 de julio de 2013  |                         |